# Liste des TNA X-Division Champions
Le TNA X Division Championship est un championnat de catch appartenant à la fédération Total Nonstop Action Wrestling. Le titre est intronisé pour la première fois à la TNA le 19 juin 2002 pendant le second show de la TNA. Chris Sabin détient le record du plus de règnes.

## Historique du titre

### Liste des règnes
| #   | Catcheur                          | Règne | Date              | Jours     | Lieu                             | Notes |
| --- | --------------------------------- | ----- | ----------------- | --------- | -------------------------------- | --- |
| 1   | A.J. Styles                       | 1er   | 19 juin 2002      | 49 jours  | Huntsville, Alabama              | Styles défait Low Ki, Jerry Lynn et Psicosis dans un Fatal Four Way Double Elimination Match pour couronner le premier champion.Épisode Total Nonstop Action Wrestling presents: Weekly PPV 2 de la série TNA Weekly pay-per-view, d'une durée de 90 - 120 minutes. Diffusé pour la première fois le 2002-06-26 sur le réseau In Demand.            |
| 2   | Low Ki                            | 1er   | 7 août 2002       | 14 jours  | Nashville, Tennessee             | C'était dans un 3-Way Dance match comprenant aussi A.J. Styles et Jerry Lynn. |
| 3   | Jerry Lynn                        | 1er   | 21 août 2002      | 49 jours  | Nashville, Tennessee             | C'était dans un 3-Way Ladder match comprenant aussi A.J. Styles et Low Ki. |
| —   | Vacant                            | —     | 9 octobre 2002    | —         | Nashville, Tennessee             | Lynn laisse le titre vacant à la suite d'une blessure. |
| 4   | Syxx-Pac                          | 1er   | 9 octobre 2002    | 14 jours  | Nashville, Tennessee             | Syxx-Pac défait Kid Kash, Tony Mamaluke, The S.A.T., Ace Steel et A.J. Styles dans un Ladder match pour remporter le titre laissé vacant. |
| 5   | A.J. Styles                       | 2e    | 23 octobre 2002   | 14 jours  | Nashville, Tennessee             | [ 5 ] |
| 6   | Jerry Lynn                        | 2e    | 6 novembre 2002   | 35 jours  | Nashville, Tennessee             | [ 6 ] |
| 7   | Sonny Siaki                       | 1er   | 11 décembre 2002  | 63 jours  | Nashville, Tennessee             | [ 7 ] |
| 8   | Kid Kash                          | 1er   | 12 février 2003   | 77 jours  | Nashville, Tennessee             | [ 8 ] |
| 9   | Amazing Red                       | 1er   | 30 avril 2003     | 14 jours  | Nashville, Tennessee             | [ 9 ] |
| 10  | Chris Sabin                       | 1er   | 14 mai 2003       | 98 jours  | Nashville, Tennessee             | Sabin bat Amazing Red et Jerry Lynn dans un 3-Way Dance match. Quelques jours plus tard, il unifia le X-Division Championship avec le WWA International Cruiserweight Championship, après avoir remporté ce dernier titre le 25 mai 2003, face au champion Jerry Lynn, ainsi que Frankie Kazarian et Johnny Swinger à Auckland en Nouvelle-Zélande. |
| 11  | Michael Shane                     | 1er   | 20 août 2003      | 140 jours | Nashville, Tennessee             | C'était lors du premier Ultimate X Match de l'histoire incluant aussi Chris Sabin et Frankie Kazarian. |
| 12  | Chris Sabin                       | 2e    | 7 janvier 2004    | 84 jours  | Nashville, Tennessee             | C'était lors d'un Ultimate X match incluant aussi Michael Shane, Christopher Daniels et Low Ki. |
| —   | Vacant                            | —     | 31 mars 2004      | —         | Nashville, Tennessee             | À la suite d'une blessure, Sabin dut laisser le titre vacant. |
| 13  | Kazarian                          | 1er   | 31 mars 2004      | 70 jours  | Nashville, Tennessee             | Kazarian défait Amazing Red pour remporter le titre vacant. |
| 14  | A.J. Styles                       | 3e    | 9 juin 2004       | 49 jours  | Nashville, Tennessee             | [ 13 ] |
| 15  | Kazarian (2) et Michael Shane (2) | 2e    | 28 juillet 2004   | 14 jours  | Nashville, Tennessee             | Shane et Kazarian furent déclarés co-champions après avoir détaché ensemble la ceinture dans un Ultimate X match comprenant aussi le champion A.J. Styles. |
| 16  | Petey Williams                    | 1er   | 11 août 2004      | 158 jours | Nashville, Tennessee             | Défait Amazing Red dans le final d'un 22-man Gauntlet fot the Gold. |
| 17  | A.J. Styles                       | 4e    | 16 janvier 2005   | 56 jours  | Orlando, Floride                 | Défait Petey Williams et Chris Sabin dans un Ultimate X match. |
| 18  | Christopher Daniels               | 1er   | 13 mars 2005      | 182 jours | Orlando, Floride                 | C'était un Ultimate X Challenge match comprenant aussi A.J. Styles, Elix Skipper et Ron Killings. |
| 19  | A.J. Styles                       | 5e    | 11 septembre 2005 | 91 jours  | Orlando, Floride                 | C'était un 3-Way Dance match comprenant aussi Christopher Daniels et Samoa Joe. |
| 20  | Samoa Joe                         | 1er   | 11 décembre 2005  | 91 jours  | Orlando, Floride                 | [ 19 ] |
| 21  | Christopher Daniels               | 2e    | 12 mars 2006      | 29 jours  | Orlando, Floride                 | Il bat Samoa Joe et A.J. Styles dans un Ultimate X match. |
| 22  | Samoa Joe                         | 2e    | 10 avril 2006     | 70 jours  | Orlando, Floride                 | Le show fut diffusé le 13 avril 2006. |
| 23  | Senshi                            | 2e    | 19 juin 2006      | 125 jours | Orlando, Floride                 | C'était un 3-Way Dance match comprenant aussi Samoa Joe et Sonjay Dutt. Le show fut diffusé le 22 juin 2006. |
| 24  | Chris Sabin                       | 3e    | 22 octobre 2006   | 2 jours   | Plymouth, Michigan               | [ 23 ] |
| 25  | A.J. Styles                       | 6e    | 24 octobre 2006   | 13 jours  | Orlando, Floride                 | Le show fut diffusé le 2 novembre 2006. |
| 26  | Christopher Daniels               | 3e    | 6 novembre 2006   | 69 jours  | Orlando, Floride                 | C'était dans un 3-Way Dance match contre A.J. Styles et Chris Sabin. Le show fut diffusé le 16 novembre 2006. |
| 27  | Chris Sabin                       | 4e    | 14 janvier 2007   | 154 jours | Orlando, Floride                 | C'était dans un 3-Way Dance match contre Christopher Daniels et Jerry Lynn. |
| 28  | Jay Lethal                        | 1er   | 17 juin 2007      | 2 jours   | Nashville, Tennessee             | [ 27 ] |
| 29  | Samoa Joe                         | 3e    | 19 juin 2007      | 54 jours  | Orlando, Floride                 | Le show fut diffusé le 21 juin 2007. |
| 30  | Kurt Angle                        | 1er   | 12 août 2007      | 28 jours  | Orlando, Floride                 | Après avoir remporté le titre, Angle entre dans l'histoire pour avoir été détendeur de tous les titres de la TNA en même temps. |
| 31  | Jay Lethal                        | 2e    | 9 septembre 2007  | 134 jours | Orlando, Floride                 | [ 30 ] |
| 32  | Johnny Devine (en)                | 1er   | 21 janvier 2008   | 20 jours  | Orlando, Floride                 | Le show fut diffusé le 24 janvier 2008. |
| 33  | Jay Lethal                        | 3e    | 10 février 2008   | 65 jours  | Greenville, Caroline du Sud      | [ 32 ] |
| 34  | Petey Williams                    | 2e    | 15 avril 2008     | 152 jours | Orlando, Floride                 | Williams cash son contrat remporté dans un Feast or Fired match. Le show fut diffusé le 17 avril 2007. |
| 35  | Sheik Abdul Bashir                | 1er   | 14 septembre 2008 | 84 jours  | Oshawa, Ontario, Canada          | Il bat Petey Williams et Consequences Creed dans un 3-Way Dance match. |
| 36  | Eric Young                        | 1er   | 7 décembre 2008   | 0 jour    | Orlando, Floride                 | [ 35 ] |
| —   | Vacant                            | —     | 7 décembre 2008   | —         | Orlando, Floride                 | Jim Cornette retire le titre d'Eric Young pour avoir gagné en trichant. |
| 37  | Alex Shelley                      | 1er   | 11 janvier 2009   | 63 jours  | Charlotte, Caroline du Nord      | Shelley bat Chris Sabin en finale d'un tournoi, lors de Genesis, pour remporter le titre vacant. |
| 38  | Suicide                           | 1er   | 15 mars 2009      | 102 jours | Orlando, Floride                 | Il bat Alex Shelley, Chris Sabin, Consequences Creed et Jay Lethal dans un Ultimate X match, |
| 39  | Homicide                          | 1er   | 25 juin 2009      | 52 jours  | Orlando, Floride                 | Homicide cash son Feast or Fired contract remporté en fin d'année précédente. Le show fut diffusé le 16 juillet,. |
| 40  | Samoa Joe                         | 4e    | 16 août 2009      | 50 jours  | Orlando, Floride                 | [ 41 ] |
| 41  | Amazing Red                       | 2e    | 5 octobre 2009    | 106 jours | Orlando, Floride                 | Amazing Red le remporte grâce à l'intervention de Bobby Lashley. Le show fut diffusé le 8 octobre 2009,. |
| 42  | Doug Williams                     | 1er   | 19 janvier 2010   | 89 jours  | Orlando, Floride                 | Il obtient un match en utilisant le contrat de Rob Terry à sa place,. |
| —   | Vacant                            | —     | 18 avril 2010     | —         | Saint Charles, Missouri          | Williams se fait retirer le titre ne pouvant pas participer à son match lors de Lockdown 2010. Il n'a pas pu venir du fait des répercussions de l'éruption de l'Eyjafjöll en 2010 sur le trafic aérien. |
| 43  | Kazarian                          | 3e    | 18 avril 2010     | 28 jours  | Saint Charles, Missouri          | Kazarian défait Homicide et Shannon Moore pour remporter le titre vacant. |
| 44  | Douglas Williams                  | 2e    | 16 mai 2010       | 113 jours | Orlando, Floride                 | [ 47 ] |
| 45  | Jay Lethal                        | 4e    | 6 septembre 2010  | 17 jours  | Orlando, Floride                 | Le show fut diffusé le 16 septembre 2010,. |
| 46  | Amazing Red                       | 3e    | 23 septembre 2010 | 2 jours   | New York City, New York          | Il bat Jay Lethal lors d'un house show. |
| 47  | Jay Lethal                        | 5e    | 25 septembre 2010 | 43 jours  | Orlando, Floride                 | Récupère le titre face à Amazing Red lors d'un autre house show 2 jours après l'avoir perdu. |
| 48  | Robbie E                          | 1er   | 7 novembre 2010   | 30 jours  | Orlando, Floride                 | Prend le titre lors de Turning Point a Jay Lethal |
| 49  | Jay Lethal                        | 6e    | 7 décembre 2010   | 33 jours  | Orlando, Floride                 | Prend le titre lors de Impact a Robbie E, |
| 50  | Kazarian                          | 5e    | 9 janvier 2011    | 127 jours | Orlando, Floride                 | Prend le titre lors de Genesis a Jay Lethal |
| 51  | Abyss                             | 1er   | 16 mai 2011       | 55 jours  | Orlando, Floride                 | En battant Kazarian à TNA IMPACT!, récemment renommé Impact Wrestling,! |
| 52  | Brian Kendrick                    | 1er   | 10 juillet 2011   | 63 jours  | Orlando, Floride                 | En battant Abyss lors de Destination X |
| 53  | Austin Aries                      | 1er   | 11 septembre 2011 | 301 jours | Orlando, Floride                 | En battant Brian Kendrick lors de No Surrender 2011 |
| 54  | Zema Ion                          | 1er   | 8 juillet 2012    | 98 jours  | Orlando, Floride                 | En battant Mason Andrews, Kenny King et Sonjay Dutt lors de Destination X (2012) |
| 55  | Rob Van Dam                       | 1er   | 14 octobre 2012   | 137 jours | Phoenix, Arizona                 | En battant Zema Ion à Bound for Glory (2012) |
| 56  | Kenny King                        | 1er   | 28 février 2013   | 94 jours  | Orlando, Floride                 | En battant Rob Van Dam à Impact Wrestling du 28 février |
| 57  | Chris Sabin                       | 5e    | 2 juin 2013       | 18 jours  | Orlando, Floride                 | En battant Kenny King et Suicide à Slammiversary XI |
| 58  | Austin Aries                      | 2e    | 20 juin 2013      | 14 jours  | Orlando, Floride                 | En battant Kenny King et Chris Sabin à Impact Wrestling, le 27 juin 2013, grimé en Suicide. Le Show fut enregistré le 20 juin. |
| 59  | Chris Sabin                       | 6e    | 29 juin 2013      | 0 jour    | Las Vegas, Nevada                | En battant Austin Aries et Manik à l'Impact Wrestling du 4 juillet 2013, enregistré le 29 juin. |
| —   | Vacant                            | —     | 29 juin 2013      | —         | Las Vegas, Nevada                | Chris Sabin échangea le titre X Division contre une opportunité au titre mondial à l'Impact Wrestling du 11 juillet 2013, enregistré le 29 juin. Le titre devint donc vacant. |
| 60  | Manik                             | 1er   | 18 juillet 2013   | 94 jours  | Louisville                       | En battant Sonjay Dutt et Greg Marasciulo dans un Ultimate X Match lors de l Impact Wrestling du 25 juillet 2013, enregistré le 18 juillet 2013. |
| 61  | Chris Sabin                       | 7e    | 20 octobre 2013   | 34 jours  | San Diego                        | En battant Jeff Hardy, Austin Aries, Manik et Samoa Joe dans un Ultimate X Match lors de Bound for Glory 2013. |
| 62  | Austin Aries                      | 3e    | 23 novembre 2013  | 12 jours  | Orlando, Floride                 | En battant Chris Sabin à Impact Wrestling, le 12 décembre 2013. Le Show fut enregistré le 23 novembre. |
| 63  | Chris Sabin                       | 8e    | 5 décembre 2013   | 42 jours  | Orlando, Floride                 | Diffusé le 2 janvier 2014. |
| 64  | Austin Aries                      | 4e    | 16 janvier 2014   | 45 jours  | Orlando, Floride                 | Diffusé le 23 janvier 2014. |
| 65  | Sanada                            | 1er   | 2 mars 2014       | 110 jours | Tokyo, Japon                     | |
| 66  | Austin Aries                      | 5e    | 20 juin 2014      | 5 jours   | Bethlehem, Pennsylvanie          | Diffusé le 10 juillet 2014. |
| —   | Vacant                            | —     | 25 juin 2014      | —         | New York, New York               | Austin Aries décide d'échanger le titre X Division contre une opportunité au titre mondial à l'Impact Wrestling du 24 juillet 2014, enregistré le 25 juin. Le titre devient donc vacant. |
| 67  | Samoa Joe                         | 5e    | 27 juin 2014      | 5 jours   | New York, New York               | Diffusé le 7 août 2014. |
| —   | Vacant                            | —     | 19 septembre 2014 | —         | Bethlehem, Pennsylvanie          | Samoa Joe rend le titre à la suite d'une blessure. Diffusé le 12 novembre 2014. |
| 68  | Low Ki                            | 3e    | 19 septembre 2014 | 110 jours | Bethlehem, Pennsylvanie          | Diffusé le 19 novembre 2014. |
| 69  | Austin Aries                      | 6e    | 7 janvier 2015    | 6 jours   | New York, New York               | |
| 70  | Low Ki                            | 4e    | 8 janvier 2015    | 23 jours  | Bethlehem, Pennsylvanie          | Diffusé le 16 janvier 2015. |
| 71  | Rockstar Spud                     | 1er   | 31 janvier 2015   | 43 jours  | Londres, Angleterre              | Diffusé le 20 mars 2015. |
| 72  | Kenny King                        | 2e    | 15 mars 2015      | 56 jours  | Orlando, Floride                 | Diffusé le 1er mai 2015. |
| 73  | Rockstar Spud                     | 2e    | 10 mai 2015       | 0 jour    | Orlando, Floride                 | Diffusé le 29 mai 2015. |
| —   | Vacant                            | —     | 10 mai 2015       |           | Orlando, Floride                 | Diffusé le 10 juin 2015. |
| 74  | Tigre Uno                         | 1er   | 24 juin 2015      | 199 jours | Orlando, Floride                 | |
| 75  | Trevor Lee                        | 1er   | 9 janvier 2016    | 155 jours | Bethlehem, Pennsylvanie          | Diffusé le 2 février 2016. |
| 76  | Eddie Edwards                     | 1er   | 12 juin 2016      | 2 jours   | Orlando, Floride                 | A Slammiversary 2016 (face à Trevor Lee, Andrew Everett et DJ Z). |
| 77  | Mike Bennett                      | 1er   | 14 juin 2016      | 1 jour    | Orlando, Floride                 | Diffusé le 21 juin 2016 |
| 78  | Eddie Edwards                     | 2e    | 15 juin 2016      | 28 jours  | Orlando, Floride                 | Ultimate X incluant aussi Trevor Lee, Andrew Everett, DJ Z, Rockstar Spud, Mandrews et Braxton Sutter. Diffusé le 28 juin 2016. |
| 79  | Lashley                           | 1er   | 13 juillet 2016   | 30 jours  | Orlando, Floride                 | C'était un Winner Takes All Six Sides Of Steel où le TNA World Heavyweight Championship de Lashley était aussi en jeu. Diffusé le 21 juillet 2016. |
| —   | Vacant                            | —     | 12 août 2016      |           | Orlando, Floride                 | Diffusé le 18 août 2016. |
| 80  | DJ Z                              | 2e    | 13 août 2016      | 148 jours | Orlando, Floride                 | Dans un Ultimate X Match comprenant aussi Braxton Sutter, Mandrews, Rockstar Spud, Trevor Lee et Andrew Everett. Diffusé le 1er septembre 2016. |
| 81  | Trevor Lee                        | 2e    | 8 janvier 2017    | 102 jours | Orlando, Floride                 | Diffusé le 2 février 2017. |
| 82  | Low Ki                            | 5e    | 20 avril 2017     | 40 jours  | Orlando, Floride                 | |
| 83  | Sonjay Dutt                       | 1er   | 30 mai 2017       | 81 jours  | Mumbai, Inde                     | Diffusé le 15 juin 2017. |
| 84  | Trevor Lee                        | 3e    | 19 août 2017      | 82 jours  | Orlando, Floride                 | |
| 85  | Taiji Ishimori                    | 1er   | 9 novembre 2017   | 64 jours  | Ottawa, Ontario, Canada          | |
| 86  | Matt Sydal                        | 1er   | 12 janvier 2018   | 191 jours | Orlando, Floride                 | |
| 87  | Brian Cage                        | 1er   | 22 juillet 2018   | 112 jours | Toronto, Ontario, Canada         | Slammiversary XVI |
| __  | Vacant                            | __    | 11 novembre 2018  | __        | __                               | Cage utilise son Option C pour le championnat mondial de Impact. |
| 88  | Rich Swann                        | 1er   | 6 janvier 2019    | 194 jours | Nashville, Tennessee             | C'était un Ultimate X match impliquant aussi Ethan Page, Trey Miguel et Jake Crist. |
| 89  | Jake Crist                        | 1er   | 19 juillet 2019   | 93 jours  | Windsor, Ontario, Canada         | L'épisode fut diffusé le 26 juillet . |
| 90  | Ace Austin                        | 1er   | 20 octobre 2019   | 184 jours | Villa Park, Illinois             | Il remporte le titre dans un Ladder Match contre Acey Romero, Daga, Jake Crist et Tessa Blanchard à Bound for Glory. |
| 91  | Willie Mack                       | 1er   | 21 avril 2020     | 88 jours  | Nashville, Tennessee             | |
| 92  | Chris Bey                         | 1er   | 18 juillet 2020   | 27 jours  | Nashville, Tennessee             | |
| 93  | Rohit Raju                        | 1er   | 14 août 2020      | 120 jours | Nashville, Tennessee             | Le match impliquait aussi TJP et fut diffusé le 18 août 2020. |
| 94  | Manik/TJP                         | 2e    | 12 décembre 2020  | 92 jours  | Nashville, Tennessee             | |
| 95  | Ace Austin                        | 2e    | 13 mars 2021      | 43 jours  | Nashville, Tennessee             | |
| 96  | Josh Alexander                    | 1er   | 25 avril 2021     | 151 jours | Nashville, Tennessee             | |
| —   | Vacant                            | __    | 23 septembre 2021 | __        | __                               | Josh Alexander utilise son Option C pour le championnat mondial de Impact. |
| 97  | Trey Miguel                       | 1er   | 23 octobre 2021   | 182 jours | Las Vegas, Nevada                | Il bat El Phantasmo et Steve Maclin dans un Triple Threat match à Bound for Glory (2021) |
| 98  | Ace Austin                        | 3e    | 23 avril 2022     | 57 jours  | Poughkeepsie, New York           | |
| 99  | Mike Bailey                       | 1er   | 19 juin 2022      | 110 jours | Nashville, Tennessee             | |
| 100 | Frankie Kazarian                  | 5e    | 7 octobre 2022    | 1 jour    | Albany, New York                 | |
| —   | Vacant                            | __    | 8 octobre 2022    | __        | __                               | Diffusé le 20 octobre 2022. Kazarian utilise son Option C pour le championnat mondial de Impact. |
| 101 | Trey Miguel                       | 2e    | 18 novembre 2022  | 203 jours | Louisville, Kentucky             | |
| 102 | Chris Sabin                       | 9e    | 9 juin 2023       | 36 jours  | Columbus, Ohio                   | |
| 103 | Lio Rush                          | 1er   | 15 juillet 2023   | 56 jours  | Windsor, Ontario                 | |
| 104 | Chris Sabin                       | 10e   | 9 septembre 2023  | 167 jours | White Plains (New York)          | Il remporte son 10ème titre à Impact Wrestling 1000, diffusé le 14 septembre. |
| 105 | Mustafa Ali                       | 1er   | 23 février 2024   | 148 jours | La Nouvelle-Orléans, (Louisiane) | |
| 106 | Mike Bailey                       | 2e    | 20 juillet 2024   | 41 jours  | Montréal                         | [ 62 ] |
| 107 | Zachary Wentz                     | 1er   | 30 août 2024      | 326 jours | Louisville, Kentucky             | |
| 108 | Mike Bailey                       | 3e    | 13 septembre 2024 | 44 jours  | Cleveland, Ohio                  | |
| 109 | Moose                             | 1re   | 27 octobre 2024   | 268 jours | Detroit, Michigan                | Diffusé le 7 novembre 2024. |

### Liste des règnes combinés
| Signe | Notes                       |
| ----- | --------------------------- |
|       | Travaille toujours à la TNA |

| Rang | Catcheur            | Règnes | Jours combinés |
| ---- | ------------------- | ------ | -------------- |
| 1    | Chris Sabin         | 10     | 635            |
| 2    | Trey Miguel         | 2      | 385            |
| 3    | Austin Aries        | 6      | 372            |
| 4    | Samoa Joe           | 5      | 350            |
| 5    | Trevor Lee          | 3      | 339            |
| 6    | Low Ki              | 5      | 312            |
| 7    | Petey Williams      | 2      | 310            |
| 8    | Jay Lethal          | 6      | 294            |
| 9    | Ace Austin          | 3      | 284            |
| 10   | Christopher Daniels | 3      | 280            |
| 11   | AJ Styles           | 6      | 273            |
| 12   | DJ Z                | 2      | 246            |
| 13   | Kazarian            | 5      | 240            |
| 14   | Douglas Williams    | 2      | 202            |
| 15   | Tigre Uno           | 1      | 199            |
| 16   | Mike Bailey         | 3      | 196            |
| 17   | Matt Sydal          | 1      | 191            |
| 18   | Kenny King          | 2      | 186            |
| 19   | Manik/TJP           | 2      | 186            |
| 20   | Michael Shane       | 2      | 154            |
| 21   | Josh Alexander      | 1      | 151            |
| 22   | Mustafa Ali         | 1      | 148            |
| 23   | Rob Van Dam         | 1      | 137            |
| 24   | Amazing Red         | 3      | 122            |
| 25   | Rohit Raju          | 1      | 120            |
| 26   | Brian Cage          | 1      | 112            |
| 27   | Sanada              | 1      | 110            |
| 28   | Suicide             | 1      | 102            |
| 29   | Moose               | 1      | 268            |
| 30   | Jake Crist          | 1      | 93             |
| 31   | Willie Mack         | 1      | 88             |
| 32   | Jerry Lynn          | 2      | 84             |
| 32   | Sheik Abdul Bashir  | 1      | 84             |
| 34   | Sonjay Dutt         | 1      | 81             |
| 35   | Kid Kash            | 1      | 77             |
| 36   | Taiji Ishimori      | 1      | 64             |
| 37   | Sonny Siaki         | 1      | 63             |
| 37   | Alex Shelley        | 1      | 63             |
| 37   | Brian Kendrick      | 1      | 63             |
| 40   | Lio Rush            | 1      | 56             |
| 41   | Abyss               | 1      | 55             |
| 42   | Homicide            | 1      | 52             |
| 43   | Rockstar Spud       | 2      | 43             |
| 44   | Lashley             | 1      | 30             |
| 44   | Robbie E            | 1      | 30             |
| 44   | Eddie Edwards       | 2      | 30             |
| 47   | Kurt Angle          | 1      | 28             |
| 48   | Chris Bey           | 1      | 27             |
| 49   | Johnny Devine       | 1      | 20             |
| 50   | Syxx-Pac            | 1      | 14             |
| 50   | Zachary Wentz       | 1      | 14             |
| 52   | Mike Bennett        | 1      | 1              |
| 53   | Eric Young          | 1      | 0              |